# Bahnhof Boulogne-Aéroglisseurs

Der Bahnhof Boulogne-Aéroglisseurs war ein Fernbahnhof in Frankreich. Er lag in Le Portel bei Boulogne-sur-Mer am Ärmelkanal und diente ausschließlich dem Verkehr zwischen Paris und London mittels Zug und Luftkissenfahrzeug (französisch aéroglisseur, englisch hovercraft).

## Geschichte und Beschreibung

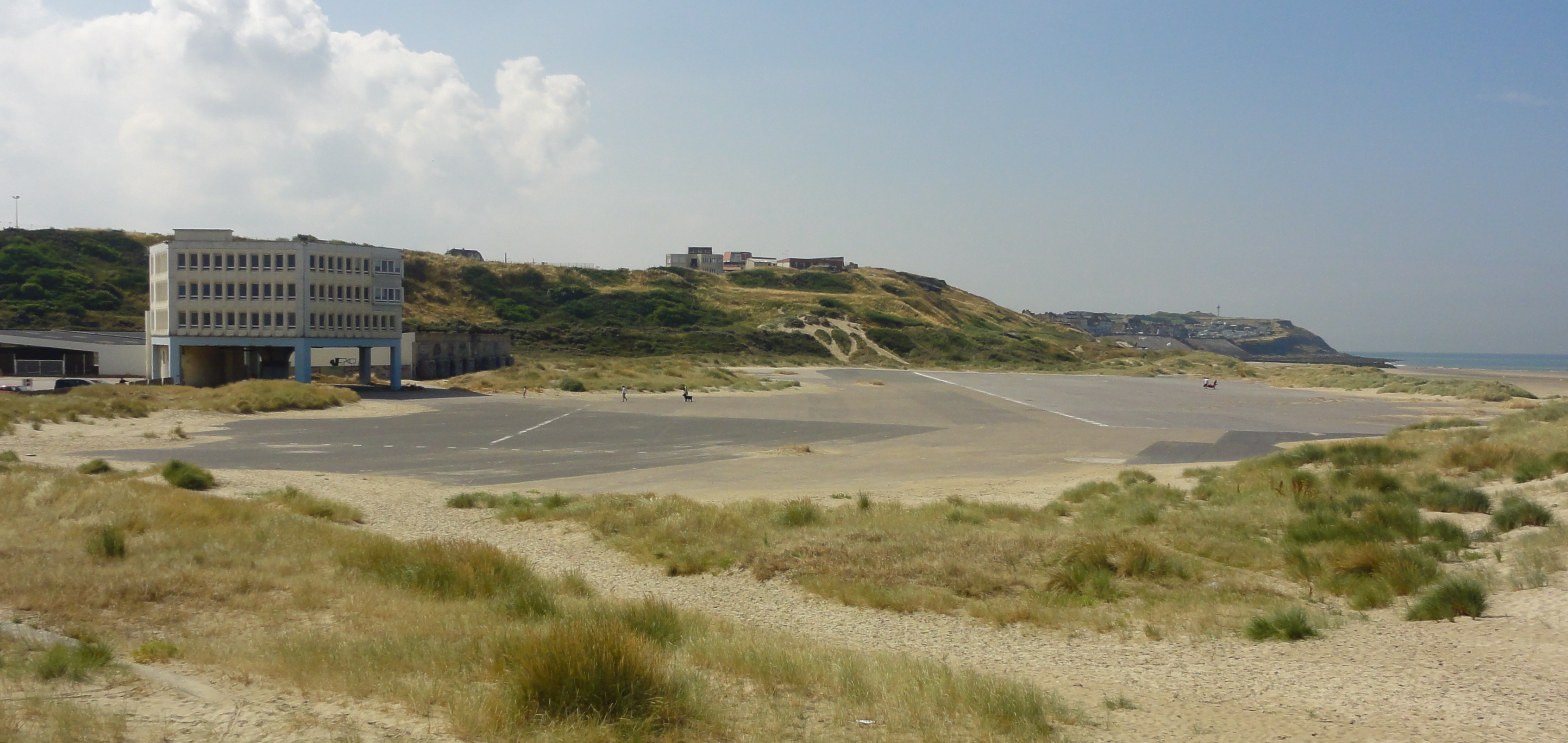
Ehemaliger Hoverport (2018)

1968 ging am Strand von Le Portel der Terminal für Luftkissenfahrzeuge Hoverport Boulogne-sur-Mer in Betrieb. Dort landeten die Hovercrafts der Gesellschaft Seaspeed, deren Eigentümer die Staatsbahnen SNCF (Frankreich) und British Rail (Großbritannien) waren. Unmittelbar an deren Abfertigungsgebäude nahm die SNCF 1970 zur besseren Anbindung der Eisenbahn den Bahnhof Boulogne-Aéroglisseurs in Betrieb. Dabei wurde das Gleis einer Hafenbahn genutzt, die vom Bahnhof Outreau (km 249,600) von der Bahnstrecke Longueau–Boulogne-Ville abzweigt und durch den 1891 m langen Tunnel de l’Ave-Maria zum Hafen von Boulogne führt.
Der Bahnhof Boulogne-Aéroglisseurs wurde bei km 253,900 unmittelbar am westlichen Tunnelmund angelegt. Zunächst wies die in einer Kurve liegende Station nur einen unüberdachten Bahnsteig am Durchgangsgleis auf. Später erhielt sie ein zweites Gleis und einen überdachten Mittelbahnsteig.
Zum Einsatz kamen zunächst „Caravelle“-Doppeltriebwagen der Baureihe X 4300. 1981 wurden sie durch zwei RTG-Gasturbinen-Triebzüge ersetzt, die nach der Elektrifizierung des Abschnitts von Bordeaux nach Montauban der Bahnstrecke Bordeaux–Sète freigeworden waren. Am 29. März jenes Jahres erbrachten die Triebzüge 18 und 19 erstmals vier tägliche Hin- und Rückleistungen zwischen den Bahnhöfen Boulogne-Aéroglisseurs und Gare du Nord in Paris.
Der Verkehr mit Luftkissenfahrzeugen zwischen dem Hoverport Boulogne-sur-Mer und Dover wurde am 1. Juni 1991 zugunsten des Einsatzes von Katamaranen aufgegeben, die weniger Kraftstoff verbrauchten. Zu diesem Zeitpunkt endete auch der Zugverkehr zum Bahnhof Boulogne-Aéroglisseurs. Später wurde das zweite Gleis rückgebaut, das andere blieb für durchfahrende Güterzüge zu den Hafengleisen erhalten. Die Bahnsteigüberdachung wurde entfernt, der Bahnsteig selbst war 2018 noch vorhanden.

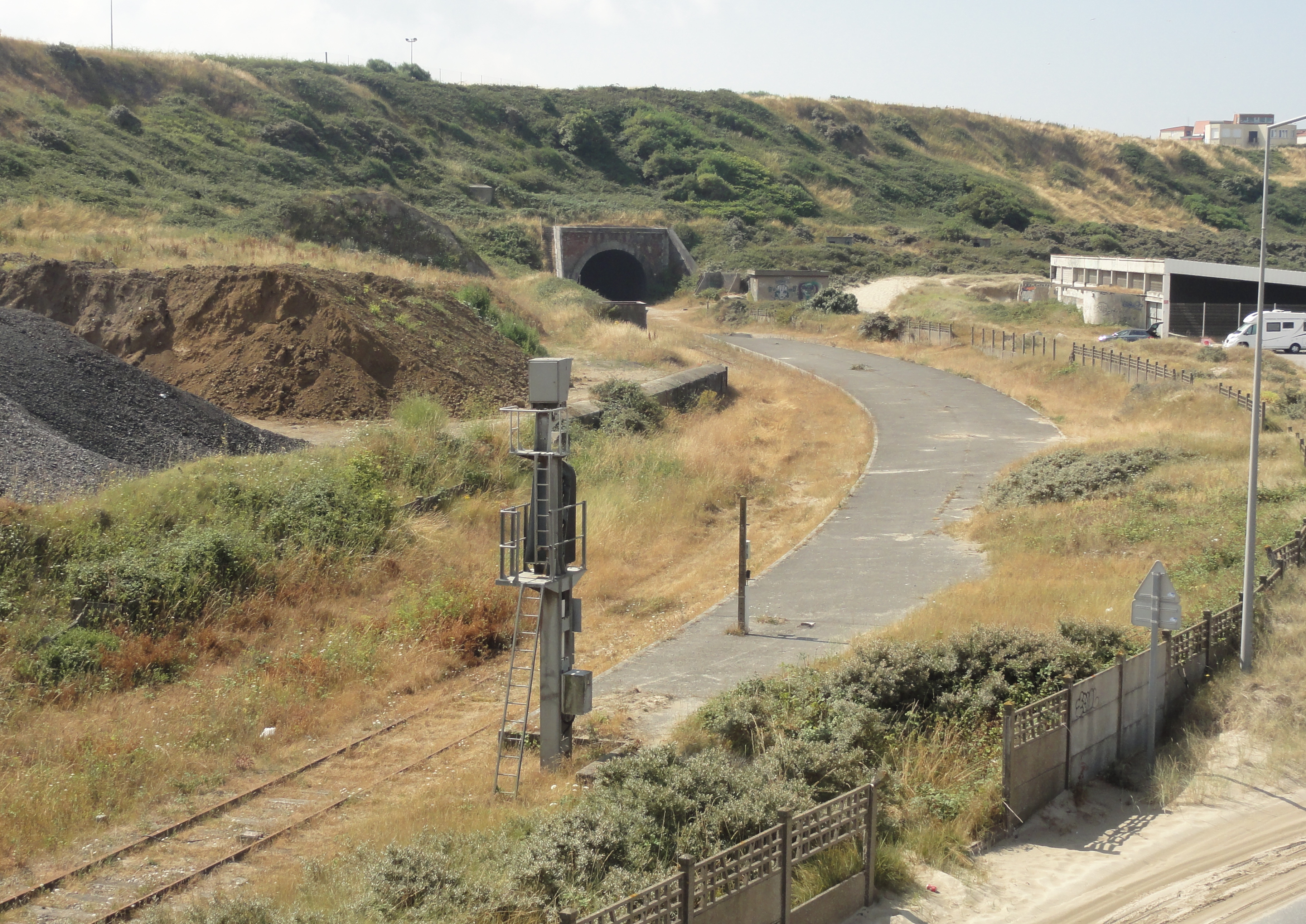
Verbliebenes Gleis, ehemaliger Mittelbahnsteig und Tunnelmund (2018)
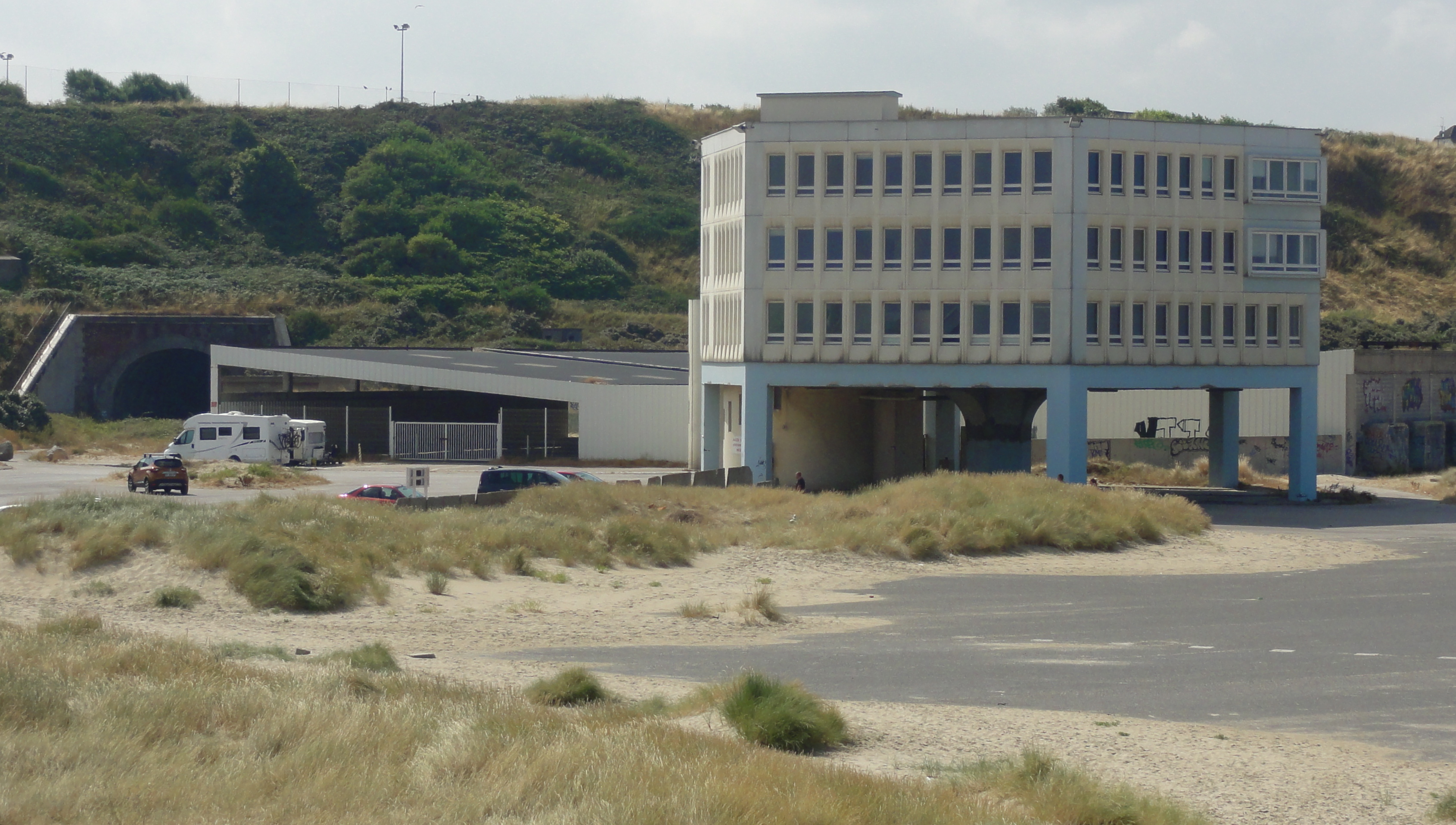
Abfertigungsgebäude für den Luftkissenverkehr
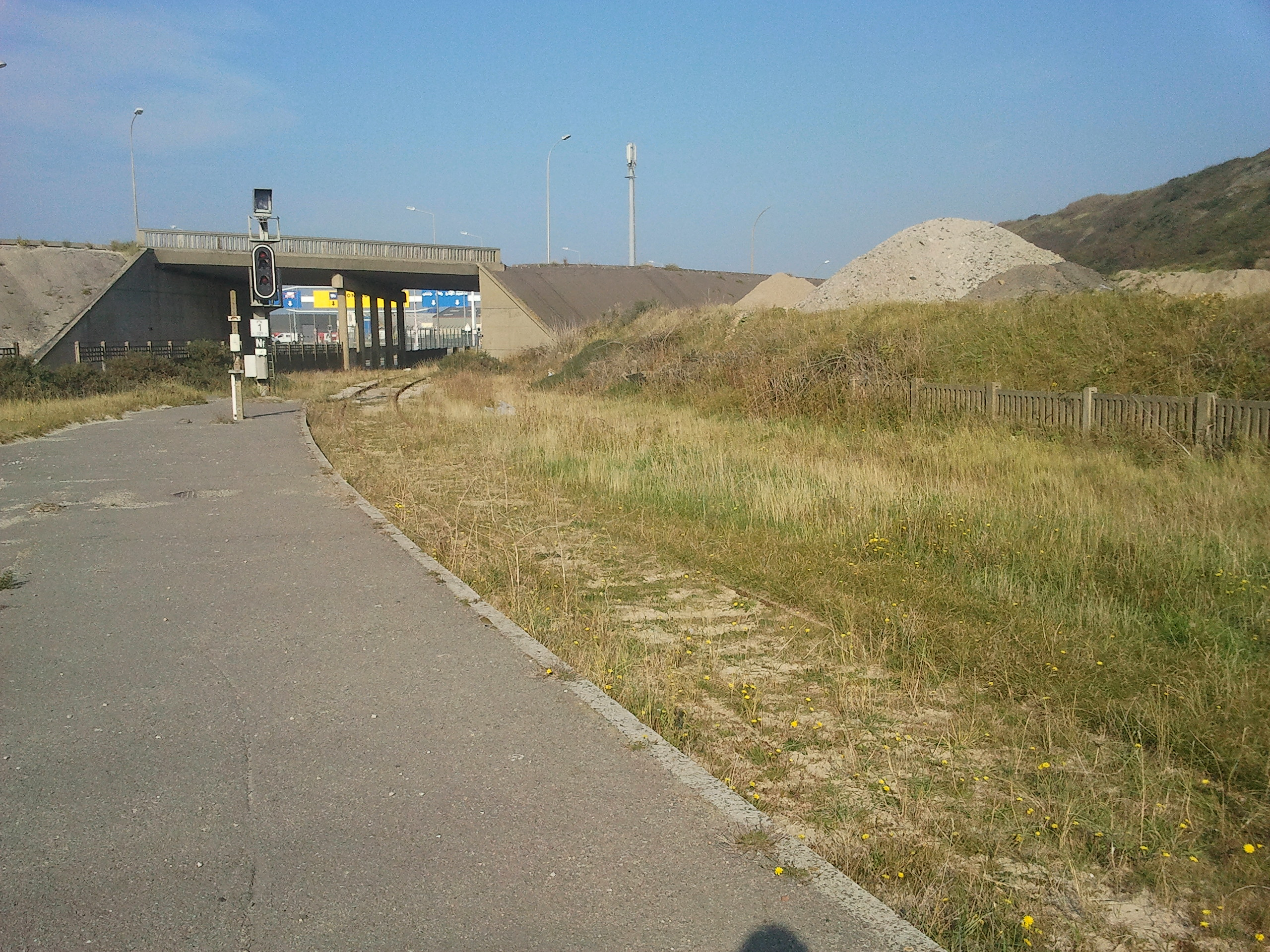
Nördlicher Bahnhofskopf (2015)